# Jussara (Paraná)
Jussara ist ein brasilianisches Munizip im Nordwesten des Bundesstaats Paraná. Es hat 6.690 Einwohner (2022), die sich Jussarenser nennen. Seine Fläche beträgt 211 km². Es liegt 398 Meter über dem Meeresspiegel.

## Etymologie

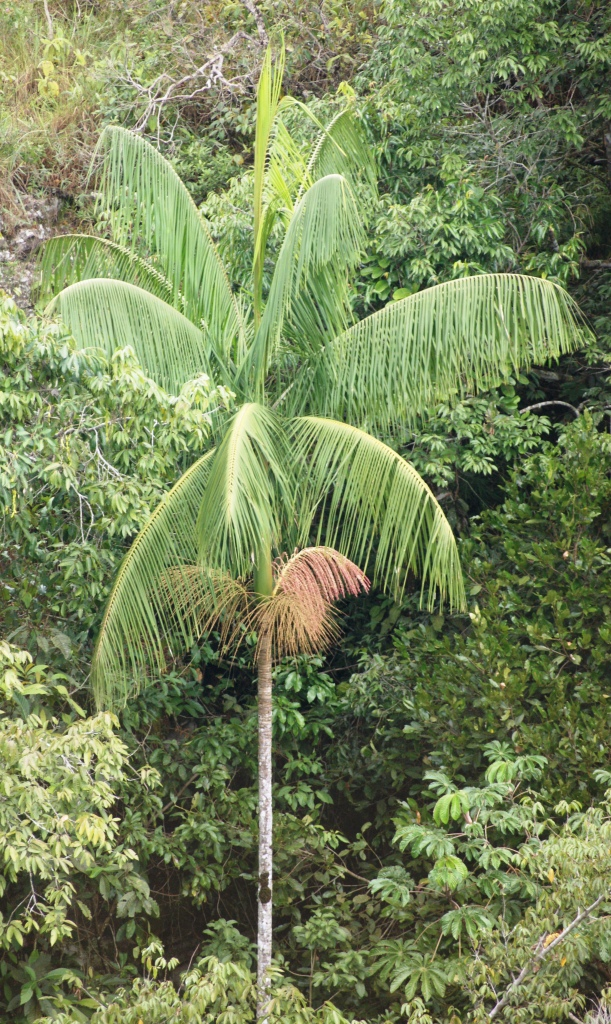
Jussarapalme

Die Ortsnamen der Neugründungen der Companhia Melhoramentos Norte do Paraná (CMNP) wurden üblicherweise von Mitarbeitern dieser Firma vergeben. Es ist unklar, ob diese sich im Fall von Jussara des indigenen Namens der Jussarapalme (Euterpe edulis) bedienten. Die namensgleichen Munizipien in anderen Bundesstaaten wählten ihre Namen im Fall von Jussara in Bahia zu Ehren von Jus-celino Kubitschek und seiner Gattin Sara-h Kubitschek. Jussara im Bundesstaat Goiás wurde nach Jussara Marques benannt, der ersten Miss Brasil, die aus Goiás stammte.

## Geschichte

### Besiedlung
Die CMNP (bzw. deren von Lord Lovat gegründete Vorgängerfirma Companhia de Terras Norte do Paraná) hatte 1926 etwa 13.000 km² Land im Norden von Paraná gekauft. Ursprüngliche Absicht war der Anbau von Baumwolle zur Belieferung der englischen Textilindustrie. Nachdem sich der erhoffte Erfolg nicht einstellte, teilte die CMNP das Land auf und plante die Anlage von 63 Städten, die jeweils 15 bis 18 km voneinander entfernt waren. 
Als eine dieser Städte entstand 1951 im Süden des Rio Ivaí Jussara. Als die ersten Käufer Parzellen erwarben, waren schon an die 20.000 Hektar Land aufgeteilt und vermessen. Dies waren Mario Sérgio de Carvalho und Marcio Tavares de Menezes. Sie kamen aus Cornélio Procópio, sie waren Händler und ledig. Die nächsten Grundstücke wurden an die Brüder Ykunoshin und Kenji Kimura verkauft. Dauerhaft ließ sich als erster Einwohner Américo Carlos Cariani nieder, der das Hotel da Companhia betrieb. Pionier aller Pioniere war jedoch Pedro Luiz de Oliveira Filho, der den Wald abholzte und Platz für den Bau des Hotels freimachte.

### Erhebung zum Munizip
Jussara wurde durch das Staatsgesetz Nr. 2411 vom 13. Juli 1955 aus Engenheiro Beltrão ausgegliedert und in den Rang eines Munizips erhoben. Es wurde am 8. Dezember 1955 als Munizip installiert.

## Geografie

### Fläche und Lage
Jussara liegt auf dem Terceiro Planalto Paranaense (der Dritten oder Guarapuava-Hochebene von Paraná). Seine Fläche beträgt 211 km². Es liegt auf einer Höhe von 398 Metern.

### Vegetation
Das Biom von Jussara ist Mata Atlântica.

### Klima
Das Klima ist gemäßigt warm. Es werden hohe Niederschlagsmengen verzeichnet (1564 mm pro Jahr). Im Jahresdurchschnitt liegt die Temperatur bei 22,1 °C. Die Klimaklassifikation nach Köppen und Geiger lautet Cfa.

### Gewässer

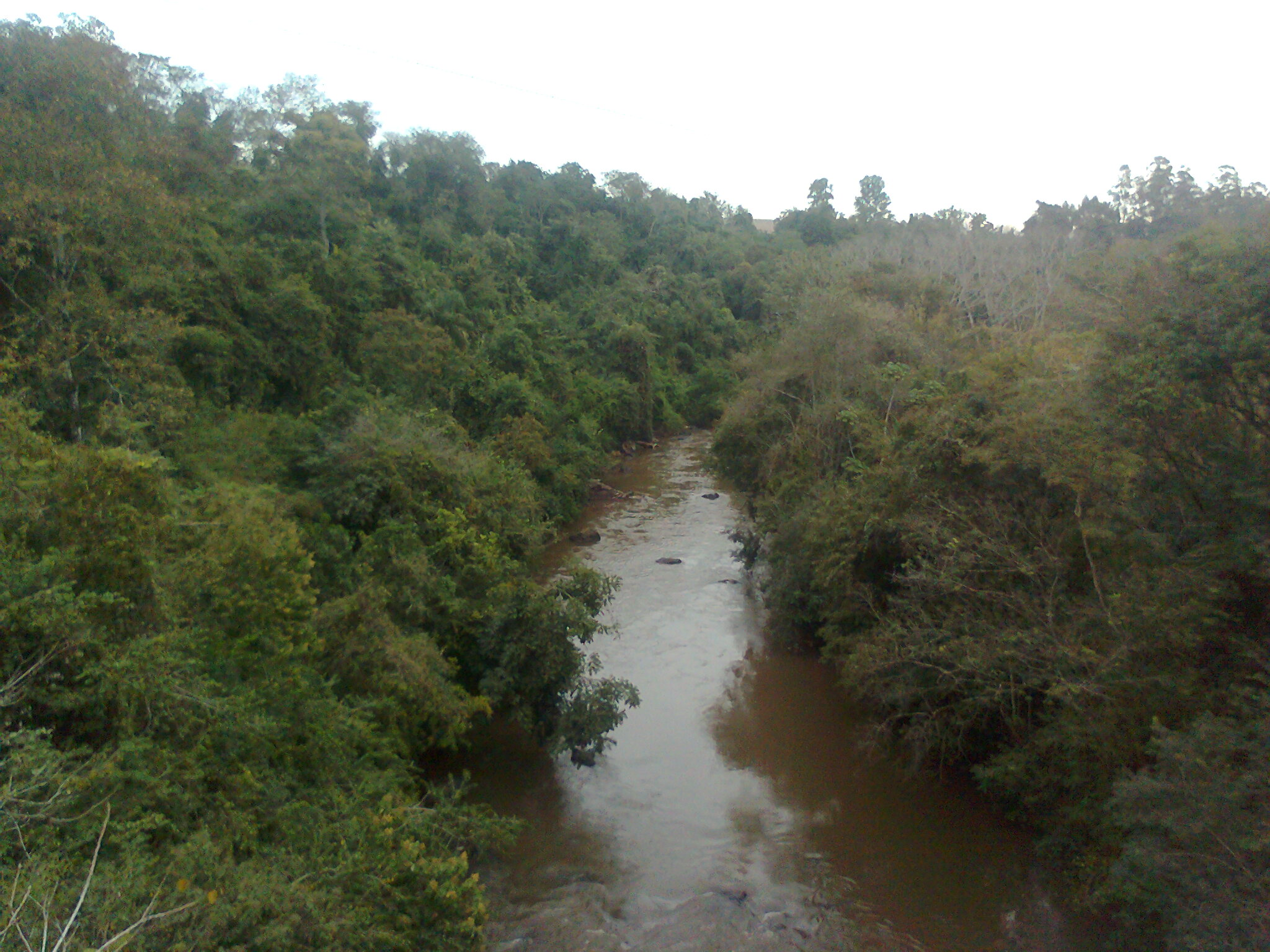
Rio Ligeiro im Westen des Munizips

Jussara liegt im Einzugsgebiet des Rio Ivaí. Dieser bildet die nördliche Grenze des Munizips. Sein linker Nebenfluss Rio Ligeiro fließt entlang der westlichen Munizipgrenze zu Cianorte und São Tomé. Der Ribeirão Ibertioga fließt östlich vom Stadtgebiet in Richtung Norden ebenfalls zum Rio Ivaí. Der Rio Taquarumbé bildet im Süden die Grenze zu Araruna.

### Straßen
Jussara ist über die PR-323 mit Cianorte im Westen (16 km)  und Maringá im Nordosten (65 km) verbunden. 

### Nachbarmunizipien
| São Tomé |                                             | São Jorge do Ivaí |
| Cianorte | Kompassrose, die auf Nachbargemeinden zeigt |                   |
|          | Araruna und Terra Boa                       |                   |

## Stadtverwaltung
Bürgermeister: Robison Pedroso da Silva, PSD (2021–2024)
Vizebürgermeister: Simão Ferreira, PL (2021–2024)

## Demografie

### Bevölkerungsentwicklung
| Jahr | Einwohner | Stadt | Land |
| ---- | --------- | ----- | ---- |
| 1960 | 8.471     | 12 %  | 88 % |
| 1970 | 10.745    | 24 %  | 76 % |
| 1980 | 5.716     | 52 %  | 48 % |
| 1991 | 6.046     | 79 %  | 21 % |
| 2000 | 6.299     | 83 %  | 17 % |
| 2010 | 6.610     | 90 %  | 10 % |
| 2022 | 6.690     |       |      |

Quelle: IBGE (2011) und Volkszählung 2022

### Ethnische Zusammensetzung
| Gruppe * | 1991    | 2000    | 2010    | wer sich als …                                                                   |
| --- | ------- | ------- | ------- | -------------------------------------------------------------------------------- |
| Weiße | 62,6 %  | 62,2 %  | 63,7 %  | weiß bezeichnet                                                                  |
| Schwarze | 1,0 %   | 4,0 %   | 2,4 %   | schwarz bezeichnet                                                               |
| Gelbe | 1,2 %   | 1,5 %   | 0,9 %   | von fernöstlicher Herkunft wie japanisch, chinesisch, koreanisch etc. bezeichnet |
| Braune | 35,2 %  | 31,3 %  | 32,8 %  | braun oder als Mischung aus mehreren Gruppen bezeichnet                          |
| Indigene | 0,0 %   | 1,0 %   | 0,1 %   | Ureinwohner oder Indio bezeichnet                                                |
| ohne Angabe | 0,0 %   | 0,1 %   | 0,0 %   |                                                                                  |
| Gesamt | 100,0 % | 100,0 % | 100,0 % |                                                                                  |
| *) Das IBGE verwendet für Volkszählungen ausschließlich diese fünf Gruppen. Es verzichtet bewusst auf Erläuterungen. Die Zugehörigkeit wird vom Einwohner selbst festgelegt. |         |         |         |                                                                                  |

Quelle: IBGE (Stand: 1991, 2000 und 2010)

## Wirtschaft

### Landwirtschaft und Lebensmittelverarbeitung
Die Wirtschaft des Munizips wurde durch die Fröste in den 1970er Jahren stark in Mitleidenschaft gezogen. Die Folge war eine hohe Abwanderung, da der Kaffeeanbau stark zurückging. Derzeit wird die Wirtschaft der Gemeinde von der Landwirtschaft und der Destilaria Melhoramentos S/A dominiert.

### Kennzahlen
Mit einem Bruttoinlandsprodukt pro Einwohner von 31.990,53 R$ (rund 7.100 €) lag Jussara 2019 an 155. Stelle der 399 Munizipien Paranás.
Sein hoher Index der menschlichen Entwicklung von 0,718 (2010) setzte es auf den 136. Platz der paranaischen Munizipien.

## Söhne und Töchter der Stadt
- Marcos Danilo Padilha (1985–2016), Fußballspieler